# Horde Zla (FK Sarajevo)
Horde Zla  naziv je navijačke grupe sarajevskog FK Sarajeva. Osnovani su 1987. godine, točnije 1986. godine nakon utakmice protiv beogradske Crvene zvezde kada su navijači s istočne tribine obojali poskoka (zmiju) u bordo i bijelo (boje kluba) i ubacili ga među navijače Crvene zvezde – „Delije”.[nedostaje izvor] Oko 8 osoba je privedeno zbog ovog događaja te im je bio zabranjen ulaz na istočnu tribinu. Nakon višednevnih dogovora osnovali su navijačku skupinu pod nazivom Horde Zla, i od tada pa sve do danas Horde Zla su jedna od najvećih multietničkih navijačkih skupina. Klub je često povezan s bojom stadiona Koševa.[nedostaje izvor]
U prošlosti naziv kluba je bio Pitari. Naziv Horde zla nastao je kad je nekoliko članova Pitara stvorilo novi identitet, utemeljen na istoimenom nastavku stripa Zagor.[nedostaje izvor]

## Vanjska poveznica
- Službena stranica kluba